# 手性色谱法
手性色谱法是通过色谱法来分析和分离手性化合物的方法，通过手性固定相或手性流动相配合高效液相色谱、气相色谱、毛细管电泳来达到拆分手性化合物的目的的方法。

## 手性固定相
手性色谱法常用手性选择固定相，如环糊精衍生物固定相、冠醚衍生物固定相、淀粉衍生物固定相、纤维素衍生物固定相和Pirkle型固定相。由于固定相分子与样品中手性异构体分子的作用力大小不同，使手性分子的保留时间产生差异，分离出样品。

## 手性流动相
通过含有特定手性分子的流动相，通过改变流动相对手性分子的作用力大小，使手性分子的保留时间产生差异，分离样品。

## 检测器
紫外-可见光检测器最为常用，旋光检测器和圆二色检测器可以直接判断分子构型，更为方便。